# Malham
Malham è un villaggio con status di parrocchia civile dell'Inghilterra settentrionale, facente parte della contea inglese del North Yorkshire e del distretto di Craven e situato nella valle di Malham (Malhamdale), all'interno del parco nazionale delle Yorkshire Dales (Yorkshire occidentale). Popolare meta turistica, conta una popolazione di circa 240 abitanti..

## Geografia fisica
Malham si trova nella parte occidentale del parco nazionale delle Yorkshire Dales, tra Skipton e Horton-in-Ribblesdale (rispettivamente a nord della prima e a sud della seconda).

## Società

### Evoluzione demografica
Al censimento del 2011, la parrocchia civile di Malham contava una popolazione pari a 238 abitanti, di cui 111 erano donne e 127 uomini.

## Storia
Il villaggio è menzionato già nel Domesday Book (1066) come Malgun.

## Monumenti e luoghi d'interesse
Principali attrattive turistiche del vilalggio sono alcune formazioni naturali come la grotta di Malham (Malham Cove), il Gordale Scar, il Malham Tarn e la Janet's Foss.
|  |